# Gymnase Léopold-Bellan
La gymnase Léopold-Bellan est gymnase située sur la commune de Bry-sur-Marne, dans le Val-de-Marne, en France.

## Situation
Le bâtiment est situé dans le nord-est de la commune de Bry-sur-Marne dans le quartier de la gare RER de la ville.

## Historique

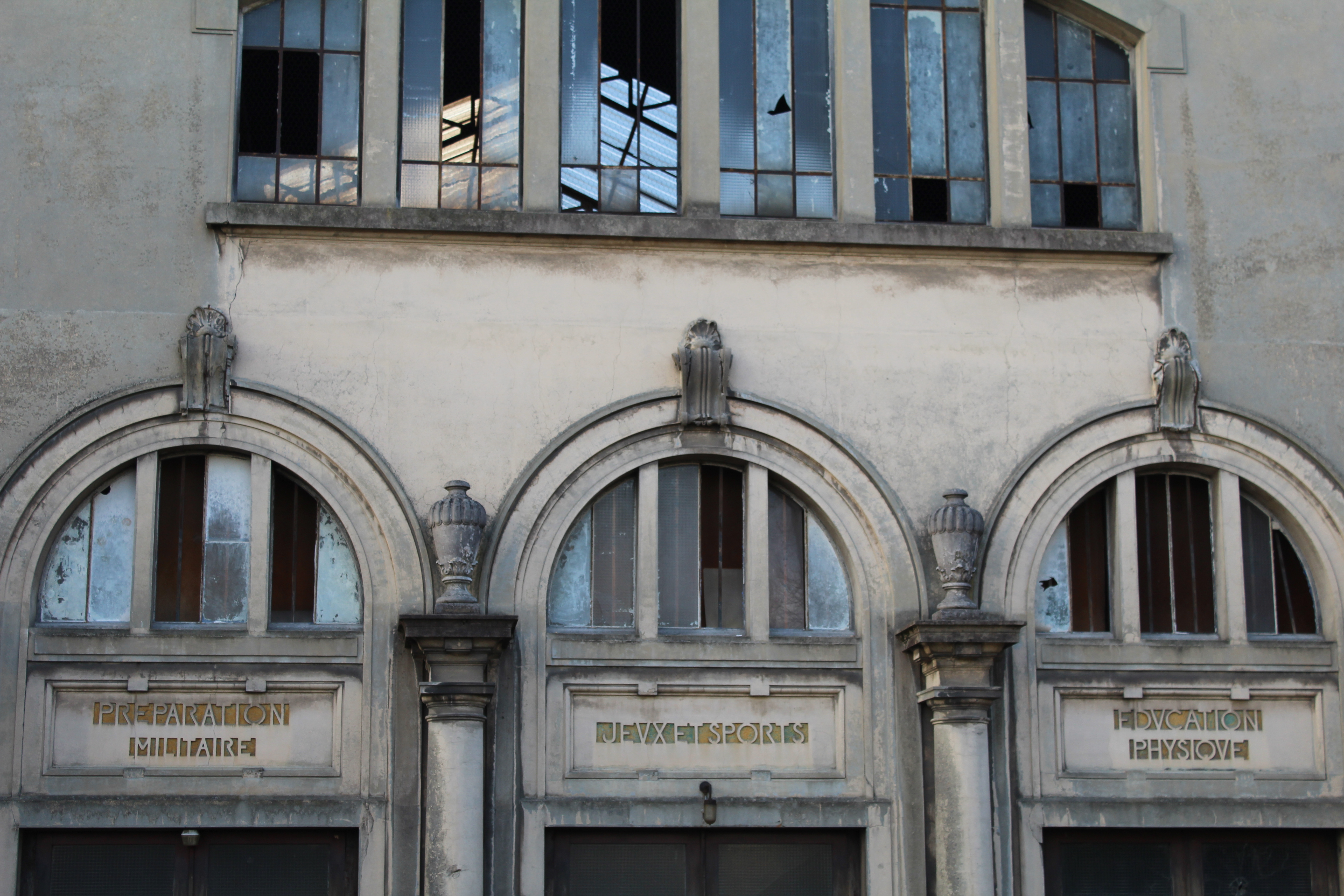
Inscriptions à l'entrée du bâtiment.

En 1884, Léopold Bellan, un industriel et homme politique décide de consacrer une partie de ses biens à une vaste entreprise philanthropique. Considérant qu'une éducation complète nécessite la pratique de l'exercice physique, la régénération et le redressement des jeunes par le devoir de défense nationale, il décide de créer en 1912 un lieu dédié qu'il commande à l'architecte Théo Petit. 

## Architecture
Le gymnase est à structure métallique et se présente de façon traditionnelle comme un bâtiment rectangulaire composé d'un corps central flanqué sur les côtés d'un corps en appentis s'élevant à mi hauteur. À l'intérieur, une salle de gymnastique occupe le vaisseau central, les services sont situés dans les espaces latéraux. Les murs du gymnase sont décorés un décor patriotique peint rappelant la résistance opposée à l'ennemi prussien durant la guerre de 1870.

## Protection
Le gymnase et le monument en mémoire des élèves sportifs de préparation militaire morts pour la France lors  de la Première Guerre mondiale sont inscrits aux monuments historiques depuis le 26 novembre 2008.